# Leoniaceae
Leoniaceae is een botanische naam, voor een familie van tweezaadlobbige planten. Een familie onder deze naam wordt zelden erkend door systemen voor plantentaxonomie, maar indertijd wel door het systeem van De Candolle, waarin ze deel uitmaakte van de Corolliflorae.
Meestal worden de betreffende planten ingedeeld in de familie Violaceae.